# 清水元
清水 元（、1907年1月1日 - 1972年12月20日）は、日本の俳優。本名：清水 元義。父は清水新報社社長の清水平吉、長男はNHKディレクターの清水満、娘は『鉄腕アトム』のアトム役の声で知られる声優の清水マリ。

## 来歴・人物
東京市神田区松永町出身。中央大学商学部卒業。
父の平吉が経営する広告代理店・清水新報社での勤務を経て、1937年に村瀬幸子・北村喜八夫妻が創立した芸術小劇場に入団し、新劇俳優として舞台を踏む。戦時中は移動演劇隊に入り、戦後は劇団炎座の舞台に立った。1953年以降は映画俳優に専念し、以降はテレビドラマにも出演した。
映画デビューは1940年に公開された『田園交響楽』。戦後も菅井一郎らの第一協団に参加する傍ら、各社の映画に出演。1956年頃から大映の時代劇に多く出演した。がっちりとした体格で重厚な演技や悪役など幅広い役柄で活躍し、名脇役となった。また、黒澤明監督作品の常連でもあり、『野良犬』から『天国と地獄』まで8作品に出演しているが、『野良犬』以外はチョイ役での出演である。テレビドラマでは『事件記者』で準レギュラー出演したほか、1966年の日本初のカラー特撮作品である『マグマ大使』では、マグマ大使の生みの親・アース役で出演した。
1972年、胃癌のため死去。65歳没。映画の出演作品数は220本近くになる。

## 出演作品

### 映画

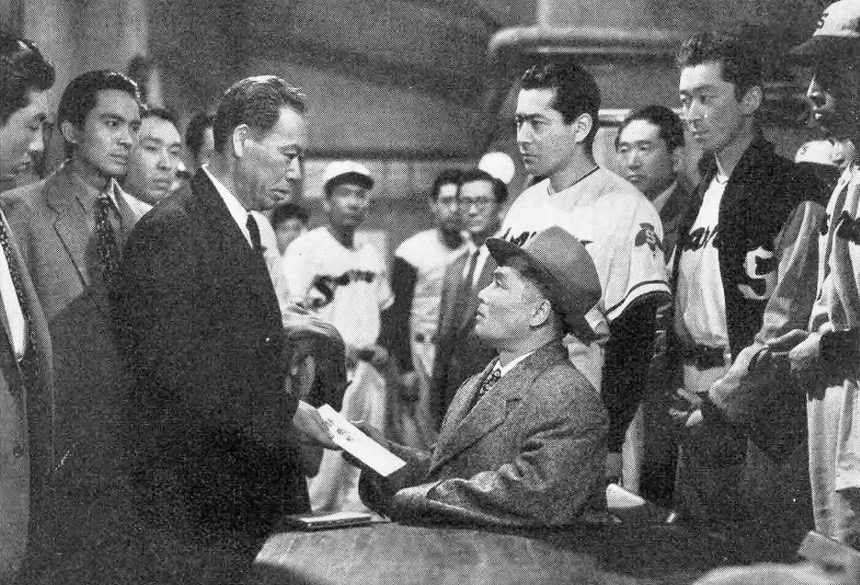
『男ありて』（1955年）

- 野良犬（1949年、東宝） - 係長中島警部
- 殿様ホテル（1949年、東宝） - 来宮
- 銀座三四郎（1950年、新東宝） - 川本五郎
- 殺人者の顔（1950年、東宝） - 牧師
- 暁の追跡（1950年、新東宝） - 野上
- 暴力の街（1950年） - 銘仙組合理事長・鈴鹿
- 軍艦すでに煙なし（1950年、新映画社） - 所長
- 愛と憎しみの彼方へ（1951年、東宝） - 捜査本部長
- 無国籍者（1951年、東横） - 憲兵将校
- 風雪二十年（1951年、東映） - 吉井参謀
- 箱根風雲録（1952年、新星映画） - 妻木彦右衛門
- 母なれば女なれば（1952年、キヌタプロ）
- ひめゆりの塔（1953年、東映） - 山岡部長
- 次郎長三国志シリーズ（東宝） - 小川武一
  - 第三部 次郎長と石松（1953年）
  - 第四部 勢揃い清水港（1953年）
- 夜の終り（1953年、東宝） - 木崎の家に来る刑事
- 地獄門（1953年、大映） - 三郎介
- 鞍馬天狗 斬り込む（1953年、東宝） - 無宿の六蔵
- 黒い潮（1954年、日活） - 鬼川整理部長
- 幽霊男（1954年、東宝） - 等々力警部
- 泥だらけの青春（1954年、日活） - ヴァンベールの林
- 赤穂義士（1954年、大映） - 棟梁松五郎
- 若い人たち（1954年、全国銀行従業員組合） - 刑事
- どぶ（1954年、近代映画協会）
- 太陽のない街（1954年、新星映画）- 特高刑事
- 七人の侍（1954年、東宝） - 利吉を蹴飛ばす浪人
- 愛すればこそ（1955年、独立映画） - 看守
- 銀座の女（1955年、日活） - 梅津警部補
- 男ありて（1955年、東宝） - 小池
- 33号車応答なし（1955年、東宝） - 岡田主任
- 木曽の風来坊（1955年、日活） - 塩尻の新右衛門
- かんかん虫は唄う（1955年、大映） - 志村刑事
- 生きものの記録（1955年、東宝） - 鋳造所職長
- 新・平家物語 義仲をめぐる三人の女（1956年、大映） - 義仲の幕僚・晴定
- 囚人船（1956年、東宝） - 海上刑務所所長
- 真昼の暗黒（1956年、現代ぷろ） - 浅山署長代理
- あばれ鳶（1956年、大映） - 岡見角太夫
- おかしな奴（1956年、東宝） - バーの主人
- 世にも面白い男の一生 桂春団治（1956年、東宝） - 戒支配人
- 浪人街（1957年、松竹） - 近江屋藤兵衛
- 万五郎天狗（1957年、大映） - 小川東馬
- 赤胴鈴之助 飛鳥流真空斬り（1957年、大映） - 大木蛮洋軒
- 稲妻街道（1957年、大映） - 作左衛門
- 大番（1957年、東宝）
- 柳生武芸帳（1957年、東宝） - 伊豆者誠玄
- 雪の渡り鳥（1957年、大映） - 大鍋の島太郎
- 鬼火駕篭（1957年、大映） - 丹兵衛
- 清水港喧嘩旅（1957年、大映） - 箔屋町の倉造
- 桃太郎侍（1957年、大映） - 神原伊織
- 蜘蛛巣城（1957年、東宝） - 鷲津の郎党
- 銭形平次捕物控シリーズ（大映）
  - 銭形平次捕物控 八人の花嫁（1958年） - 小河内鉄山
  - 銭形平次捕物控 雪女の足跡（1958年） - 上総屋惣兵衛
- 忠臣蔵（1958年、大映） - 牟岐平右衛門
- 奴が殺人者だ（1958年、東宝） - 山尾弁護士
- 天竜しぶき笠（1958年、大映） - 組頭儀平
- 命を賭ける男（1958年、大映） - 放れ駒四郎兵衛
- 東海道の野郎ども（1958年、大映） - 黒馬の仁平
- 花の遊侠伝（1958年、大映） - 森田屋清蔵
- 血文字船（1958年、大映） - 津川洪庵
- 人肌牡丹（1959年、大映） - 医師玄庵
- 遊太郎巷談（1959年、大映） - 後藤修理亮
- かげろう笠（1959年、大映） - 上原修理輔
- 江戸っ子桜（1959年、大映） - 大家藤兵衛
- 若き日の信長（1959年、大映） - 岩室長門守
- かげろう絵図（1959年、大映）
- お嬢吉三（1959年、大映） - 伝法印の仁兵衛
- 太陽に背く者（1959年、松竹） - 羽田委員
- 薄桜記（1959年、大映） - 長尾権兵衛
- 浮かれ三度笠（1959年、大映） - 榊原采女正
- 月影兵庫 上段霞斬り（1959年、大映） - 松平伊豆守信明
- 疵千両（1960年、大映）
- 濡れ髪喧嘩旅（1960年、大映） - うわばみ仁右衛門
- よさこい三度笠（1960年、大映） - 三度屋十五郎
- 悪い奴ほどよく眠る（1960年、東宝） - 大竜建設経理係・三浦
- 武器なき斗い（1960年、大東映画） - 警察署長
- 幽霊小判（1960年、大映） - 網元の源兵衛
- お嬢さん三度笠（1960年、大映） - 沓掛の仁兵衛
- 源太郎船（1960年、大映） - 柴田屋仁右衛門
- ふんどし医者（1960年、東宝） - 名主喜右衛門
- 花のセールスマン 背広三四郎（1960年、東宝） - 矢野監督
- 太陽の墓場（1960年、松竹） - 大浜組の親分
- 大菩薩峠 竜神の巻 (1960年)
- 花くらべ狸道中（1961年、大映） - 兵衛狸
- 潮来笠（1961年、大映） - 島村の源五郎
- 沓掛時次郎（1961年、大映） - 玄庵
- 用心棒（1961年、東宝） - 清兵衛の子分・孫太郎
- 香港の夜（1961年、東宝） - 部長
- 釈迦（1961年、大映） - キッショー
- 首なし島の花嫁（1961年、東映） - 海坊主の杏庵
- 鉄砲安の生涯（1962年、大映） - 松村
- 椿三十郎（1962年、東宝） - 菊井の配下
- 重役候補生No.1（1962年、東宝） - 赤木専務
- 秦・始皇帝（1962年、大映） - 厳卓
- 地方記者（1962年、東宝） - 上坂支局長
- 若い季節（1962年、東宝） - 木下専務
- 忠臣蔵 花の巻・雪の巻（1962年、東宝） - 興津宿役人荒賀源助
- クレージー映画（東宝）
  - ニッポン無責任時代（1962年） - 大島良介
  - 日本一の色男（1963年） - 校長
  - クレージー作戦 くたばれ!無責任（1963年） - 大江山茂
  - 日本一のホラ吹き男（1964年） - 工場研究室主任
  - ホラ吹き太閤記（1964年） - 日比野六太夫
  - 大冒険（1965年） - ビール会社社長
  - 日本一のゴリガン男（1966年） - 医学博士
  - クレージー大作戦（1966年） - 暗黒街のボス
  - クレージーだよ天下無敵（1967年） - 木下重役
  - 日本一の男の中の男（1967年） - 世界ストッキング京都工場長
  - 日本一の断絶男（1969年） - 関東組親分
  - 奇々怪々 俺は誰だ?!（1969年） - 黒江
  - 日本一のヤクザ男（1970年） - 萩原
- 太平洋の翼（1963年、東宝） - 軍令部B参謀[3]
- にっぽん実話時代（1963年、東宝） - 野球監督
- 警視庁物語 全国縦断捜査（1963年、東映） - 南風原部長刑事
- ハワイの若大将（1963年、東宝） - 上松
- 天国と地獄（1963年、東宝） - 内科医長
- 青島要塞爆撃命令（1963年、東宝） - 艦隊参謀A[3]
- 女の歴史（1963年、東宝） - 清水正次郎
- 暗殺（1964年、松竹） - 石井重二郎
- 乱れる（1964年、東宝） - 警察署長
- 悪の紋章（1964年、東宝） - 城南署次席
- 裸の重役（1964年、東宝） - 山田常務
- 徳川家康（1965年、東映） - 酒井雅楽助
- 宮本武蔵 巌流島の決斗（1965年、東映） - 小林太郎左衛門
- 陽のあたる椅子（1965年、東宝） - 山名部長
- おれについてこい!（1965年、東宝） - 前川バレー協会理事長
- けものみち（1965年、東宝） - 警視庁の幹部
- 悪の階段（1965年、東宝） - 社長
- ゴジラシリーズ（東宝）
  - 怪獣大戦争（1965年） - 防衛代表[3][1][2]
  - 地球攻撃命令 ゴジラ対ガイガン（1972年） - 防衛本部司令[3][1][2]
- 男の紋章 竜虎無情（1966年、日活） - 伊丹刑事
- 暴れ豪右衛門（1966年、東宝） - 矢田景昌
- 愛欲（1966年、東映） - 安田
- ひき逃げ（1966年、東宝） - 弁護士・今西
- 事件記者シリーズ（日活） - 田川
  - 新・事件記者 大都会の罠（1966年）
  - 新・事件記者 殺意の丘（1966年）
- 乱れ雲（1967年、東宝） - 史郎の客
- 続・社長千一夜（1967年、東宝）
- 日本侠客伝 白刃の盃（1967年、東映） - 仁科
- 喜劇 競馬必勝法（1967年、東映） - 重役
- 8.15シリーズ（東宝）
  - 連合艦隊司令長官 山本五十六（1968年） - 網元喜蔵[3]
  - 日本海大海戦（1969年、東宝） - 成川大佐[3][1]
  - 激動の昭和史 軍閥（1970年、東宝） - 吉沢編集局長
- 兄貴の恋人（1968年、東宝） - 山岸専務
- 大奥絵巻（1968年、東映） - 和泉屋十兵衛
- 昭和やくざ系図 長崎の顔（1969年、日活） - 水城栄蔵
- 野獣都市（1970年、東宝） - 重役
- 喜劇 負けてたまるか（1970年、東宝） - 左右田家の主人
- 父ちゃんのポーが聞える（1971年、東宝） - 市岡
- 新網走番外地 吹雪の大脱走（1971年、東映） - 所長
- 昭和残侠伝 吼えろ唐獅子（1971年、東映） - 岩佐幸平
- 地球攻撃命令　ゴジラ対ガイガン (1972年、東宝) - 防衛本部指令
- 無宿人御子神の丈吉 牙は引き裂いた（1972年、東宝） - 高砂屋徳太郎

### テレビドラマ
- 三番手の発破（1954年、NHK）
- 盤獄と編笠（1955年、NHK） - 阿地川盤獄
- 黒真珠の秘密（1956年、NTV）
- 山一名作劇場 / 石中先生行状記（1957年、NTV）
- 深川安楽亭（1957年、NHK）
- 東芝日曜劇場（TBS）
  - 第30話「海の蝶」（1957年）
  - 第167話「むかしの歌」（1960年）
  - 第219話「渡り鳥」（1961年）
  - 第227話「霧の灯」（1961年）
  - 第228話「赤西蠣太」（1961年）
  - 第243話「露地の奥」（1961年）
  - 第290話「南蛮菓子」（1962年）
  - 第330話「霙」（1963年）
  - 第334話「かげ」（1963年）
  - 第338話「火曜日」（1963年）
  - 第344話「明治の女」（1963年）
  - 第357話「文鳥」（1963年）
  - 第374話「カミさんと私 その13」（1964年）
  - 第379話「いろ」（1964年）
  - 第439話「加納大尉夫人」（1965年）
  - 第499話「努力しても出世しないとは」（1966年）
  - 第627話「神様命をください」（1968年）
  - 第728話「女の青春」（1970年）
  - 第746話「紬の里」（1971年）
  - 第808話「ふたり」（1972年）
- 事件記者（1958年 - 1966年、NHK） - アポニーのマスター（準レギュラー）
- スリラー劇場・夜のプリズム（NTV）
  - 第2話「市長死す」（1959年）
  - 第42話「再会」（1959年）
  - 第75話「赤い花黒い花」（1960年）
- ダイヤル110番 第74話「悪い水」（1959年、NTV）
- ドキュメンタリードラマ・裁判 / ある裁判官の記録（1959年、KR）
- ゴールデン劇場 / 血槍坂崎（1959年、NTV） - 柳生宗矩
- 東レサンデーステージ 第7話「最後の大本営発表」（1960年、NTV）
- ここに人あり 第151話「棟梁気質」（1960年、NHk）
- 東京0時刻 / 最後に笑う者（1960年、KR）
- プリンススリラー劇場 / からみ合い（1961年、CX）
- サンヨーテレビ劇場 / 厳しい春（1961年、TBS）
- 侍（CX）
  - 第15話「畏れ多くも将軍家」（1961年）
  - 第16話「戦国友情」（1961年）
  - 第20話「槍一筋」（1961年）
- テレビ指定席（NHK）
  - 流人天国（1961年）
  - 背後の人（1962年）
  - 被害者（1963年）
  - 孤独の空（1963年）
- これが真実だ 第56話「鼠小僧」（1961年、CX） - 細川越中守
- 日立劇場（TBS）
  - 母の初恋（1961年）
  - 汚名（1961年）
- グリーン劇場 第23話「人それを情死と呼ぶ」（1961年、TBS）
- 山本周五郎アワー 第14話「修業綺譚」（1961年、TBS） - 一無斎
- 東芝土曜劇場（CX）
  - 第129話「自白」（1961年） - 黒住
  - 第153話「雪山に来た男」（1962年）
  - 第213話 - 第234話「このデッカイ夢」（1963年）
- 日立ファミリーステージ（TBS）
  - 隠れた顔（1961年）
  - 殺人蔵（1961年）
- 人生の四季（NTV）
  - 第26話「罠」（1961年）
  - 第35話「道連れ」（1962年）
- シャープ火曜劇場（CX）
  - 第17話「愛の歴史」（1961年）
  - 第35話「姉妹」（1962年）
- 文芸劇場（NHK）
  - 第14話「帰郷」（1962年）
  - 第86話「緑の散歩道」（1963年）
  - 第107話「古都」（1964年）
- 近鉄金曜劇場（TBS）
  - 両国八景（1962年）
  - チャンスは三度ある（1962年）
  - 浅草ろまねすく（1962年）
- 夫婦百景（NTV）
  - 第225話「本惚れ夫婦」（1962年）
  - 第346話「禁酒禁言」（1964年）
  - 第357話「ママあわてないで」（1966年）
  - 第385話「沈黙亭主」（1966年）
- 武田ロマン劇場（NTV） 
  - 新妻鏡（1962年） - 亮平
  - エデンの海（1962年）
- 文芸アワー / 多甚古村（1962年、NTV） - 村上老人
- 泣くなマックス（1962年 - 1963年、TBS） - 社会部長
- 浪曲ドラマ（NHK）
  - 野狐三次（1963年）
  - 勇み肌灰人楽三太郎（1964年） - 清水次郎長
- 講談ドラマ（NHK）
  - 円朝開眼（1963年）
  - 伊達騒動（1963年）
  - 由井正雪（1963年）
- おかあさん（TBS）
  - 第168話「鏡の中の鏡」（1963年）
  - 第214話「母という名の女」（1963年）
  - 第233話「私のダーリン」（1964年）
- コメディフランキーズ 第13話「若き日の信長」（1963年、TBS）
- 七人の刑事（TBS）
  - 第128話「黒の死角」（1964年）
  - 第185話「きらいな虫」（1965年）
- NHK劇場（NHK）
  - 巷談本牧亭（1964年）
  - 長い冬の女（1968年）
  - 気うつな旅行（1968年）
- 日産スター劇場（NTV）
  - どっちもどっち（1965年）
  - 何が何して何とやら（1967年）
- 判決（NET）
  - 第142話「一票の重さ」（1965年）
  - 第152話「空のイルリゲータ」（1965年）
  - 第182話「愛と別れの時」（1966年）
  - 第189話「海の男」（1966年）
- ウルトラQ 第8話「甘い蜜の恐怖」（1966年、TBS） - 長谷川試験場長
- ザ・ガードマン（TBS）
  - 第86話「悪者たちは死んだ」（1966年）
  - 第138話「犯罪を予告する女」（1967年）
  - 第287話「チエミのモーレツ女課長を殺せ！」（1970年）
- マグマ大使（1966年 - 1967年、CX） - アース
- NHK大河ドラマ（NHK）
  - 源義経（1966年） - 金剛の別当秀綱
  - 三姉妹（1967年） - 神保慶之助
  - 天と地と（1969年） - 高梨政頼
  - 樅の木は残った（1970年） - 本庄
  - 春の坂道（1971年） - 大久保忠教
- 白い巨塔（1967年、NET） - 河野正徳弁護人
- 意地悪ばあさん 第12話「平和なんか大嫌いの巻」（1967年、YTV / C.A.L）
- キイハンター 第24話「私たち人殺しなの」（1968年、TBS / 東映）
- 五人の野武士 第1話「帰って来た剣豪」（1968年、NTV / 三船プロ） - 北川玄信
- 無用ノ介（NTV / 国際放映）
  - 第3話「吹雪が無用ノ介の肩で舞う」（1969年） - 旅の僧
  - 第15話「天にさけぶ無用ノ介」（1969年） - 和尚
- あゝ忠臣蔵（1969年、KTV） - 萱野六郎左衛門
- 柳生十兵衛 第19話「南国慕情」（1970年、CX） - 鎌田源右衛門
- 遠山の金さん捕物帳 第17話「目にやきついた男」（1970年、NET） - 江刺屋勘兵衛
- 水戸黄門 第2部 第1話「旅立ち	-水戸-」（1970年、TBS / C.A.L） - 丹羽四左ヱ門
- ワン・ツウ アタック! 第13話「激突」（1971年、12ch） - バレーボール協会会長
- 一心太助 第1話「天下の一大事」（1971年、CX） - 竜全和尚
- レモンの天使 第8話「リボンの誓い」第9話「無言の友情」（1971年、フジテレビ/東宝） - 入院患者・関根
- 特別機動捜査隊（NET）
  - 第499話「白い殺人者」（1971年）
  - 第535話「犯人は三船刑事だ」（1972年）
- 大忠臣蔵（1971年、NET） - 三州屋九太夫
- 軍兵衛目安箱 第1話「江戸いちばんの朝」（1971年、NET） - 大沼了雲
- 大岡越前（TBS）
  - 第2部 第3話「復讐唐人剣」（1971年） - 平戸屋
  - 第3部 第17話「天下一番の悪い奴」（1972年） - 水野和泉守
- お祭り銀次捕物帳 第13話「御用太鼓が闇を裂く」（1972年、CX） - 浮月
- 花王愛の劇場 / 越前竹人形（1973年、TBS） ※遺作

### ラジオドラマ
- 灰色の部屋（NHK）
  - 若さま侍捕物手帳（1950年）
  - 銭形平次捕物控より 鉄砲汁（1950年）
  - 社会部長（1951年）
  - みさざき盗賊（1952年）
  - 小倉の色紙（1952年）
  - 赤い花束（1953年）
- 小さなお店（1968年、NHK）